# Casa de Antonio Montero

La Casa de Antonio Montero  es un edificio de carácter histórico de Montevideo en el cual funciona un museo dedicado a la conservación de diversos objetos históricos y artísticos centrados en la corriente estética del Romanticismo. La institución forma parte del Museo Histórico Nacional de Uruguay y se encuentra ubicado en la Ciudad Vieja de Montevideo.

## Historia
La construcción de la casa se inició en 1778, en el terreno adquirido por Bernardo de la Torre, primer diputado del Comercio de Montevideo, y su esposa María de Castro. Los antiguos propietarios del predio fueron, José Francisco de Sostoa y Antonia Achucarro. El solar estaba ubicado en la entonces calle de La Cruz (que ese mismo año comenzó a llamarse San Pedro y en la actualidad es 25 de Mayo) entre las de San Felipe (Misiones) y San Francisco (Zabala).
Allí se edificaron en la planta baja, una casa habitación, almacenes y locales de comercio en los que de la Torre instaló su oficina. Luego de su muerte su esposa, legó la propiedad a las hermanas Candelaria Martínez de Corbella y Ana Josefa Martínez de Montuno.
El 31 de agosto de 1830 la propiedad fue adquirida por el comerciante Antonio Montero. En la documentación notarial de la época, consta que el predio tenía 23 y ¾ varas de frente y de 46 a 49 de fondo, al Sur. Apenas un año después de la Jura de la Constitución, su propietario encomendó a José Toribio, (hijo de Tomás Toribio, conservador del Escorial), la ampliación y embellecimiento de su casa, construyendo el resto de las habitaciones según el plano primitivo, hasta entonces ejecutado parcialmente. Se trató de una tarea de transformación espacial y de imagen, que incluyó la incorporación de finos y nobles materiales convirtiéndola en una de las más lujosas residencias de Montevideo.
Fue llamada originalmente “Palacio del Mármol” por la utilización de dicho material para los detalles decorativos. En 1962 abre sus puertas como sede del Museo Histórico Nacional, bajo la denominación de Museo Romántico. Allí se exponen las condiciones sociales y económicas de la alta clase social, entre los años 1830 y 1900.

## Descripción
Suntuosa y amplia residencia que constituye un ejemplo de la arquitectura doméstica correspondiente a los sectores económicos más acaudalados de los primeros años de vida independiente del país. Responde al tipo arquitectónico característico de la época, originalmente con dos grandes patios, uno de los cuales ha sido absorbido por otras construcciones.
Evoca la forma de vida, las costumbres y el gusto de la alta sociedad montevideana de mediados del siglo XIX. Tras su sobria fachada, de severo clasicismo, se despliega un interior decorado en el que destacan la carpintería de sus puertas y ventanas, sus herrajes, así como los cielorrasos y pavimentos, dando cuenta de una severa preocupación por la calidad del detalle.
De esta casa, que originalmente ocupaba un solar más profundo y se organizaba en torno a dos amplios patios abiertos, uno principal y otro secundario de servicio, ha permanecido solo el primero, de planta cuadrada. Hacia este se vuelcan todas las salas en los dos niveles, con la particularidad de un octógono que se forma con los balcones de la planta baja.